# Resilio Sync
Resilio Sync (ранее - BitTorrent Sync) — сервис для синхронизации файлов и резервного копирования по протоколу BitTorrent между произвольными устройствами. Поддерживается компанией Resilio, Inc., выделенной из BitTorrent, Inc..
BitTorrent Sync был разработан для того, чтобы решить фундаментальные проблемы синхронизации данных: ограничения на скорость, размер и пространство; ограничения на безопасность файла и зависимость от облачной инфраструктуры. С BitTorrent Sync можно синхронизировать файлы любых размеров. Трансферы происходят в зашифрованном виде, и информация не сохраняется на каком-либо сервере или в облаке. Ваше содержимое принадлежит вам и остается на устройстве по вашему выбору.

## История
В апреле 2013 года была представлена Pre-Alpha программа нового инструмента для синхронизации под названием BitTorrent Sync. Разработчик изначально планировал раскрыть исходный код программы под свободной лицензией, но впоследствии код открыт не был. Для open source сообщества это послужило мотивацией к написанию открытой альтернативы — Syncthing под лицензией MIT.

## Технология
BitTorrent Sync синхронизирует файлы, используя самоорганизующуюся одноранговую сеть (P2P), основанную на протоколе BitTorrent.
Этот протокол зарекомендовал себя эффективной передачей больших файлов между множеством устройств.
В отличие от облачных сервисов с аналогичной функциональностью, при использовании для этих целей BitTorrent Sync пользовательские данные находятся на локальном носителе и требуют, как минимум, одного устройства, подключенного к сети для доступа к ним.
BitTorrent Sync использует шифрование данных с помощью алгоритма AES с длиной ключа в 128 бит, который может быть как созданным случайно, так и выбранным пользователем.
Ключ является производной от секрета, который может быть распространён среди пользователей, обменивающихся данными.
Данные посылаются непосредственно от устройства к устройству, если принимающее устройство недоступно (например, находится за межсетевым экраном), данные будут направлены другому узлу сети.
Но данные будут приняты узлом только в том случае, если ему известен секретный ключ для расшифровки и просмотра данных.
Узел сети может быть добавлен к синхронизации, если ему будет передан соответствующий секретный ключ, позволяющий просматривать данные.

## Совместимость
Текущие сборки BitTorrent Sync доступны для следующих операционных систем: Microsoft Windows (Windows 7 и выше; для Windows XP последняя рабочая версия 1.4.111), Mac OS X (10.6 и выше), Linux (пакеты и Linux GUI доступны для Debian-дистрибутивов), FreeBSD, NAS Devices, Android (2.2 и выше), iOS (5 и выше), Windows Phone (8, 8.1, 10).